# L'École (film)
Pour le cours d'eau, voir Ruisseau de l'École.
Série
Gakko II
(1996)
Pour plus de détails, voir Fiche technique et Distribution.
L'École (学校, Gakkō) est un film japonais réalisé par Yōji Yamada, sorti en 1993. Le film a eu trois suites : Gakko II, Gakko III et 15-Sai: Gakko IV.

## Synopsis
À l'école du soir, un groupe d'étudiants aux profils très divers, révise pour l'examen final.

## Fiche technique
- Titre : L'École
- Titre original : 学校 (Gakkō?)
- Réalisation : Yōji Yamada
- Scénario : Yoshitaka Asama et Yōji Yamada
- Musique : Isao Tomita
- Photographie : Mutsuo Naganuma et Tetsuo Takaha
- Montage : Iwao Ishii
- Production : Shigehiro Nakagawa
- Société de production : Nippon Television Network et Shōchiku
- Pays de production :  Japon
- Langue originale : japonais
- Genre : drame
- Durée : 128 minutes
- Dates de sortie : 
  - Japon : 6 novembre 1993[1]

## Distribution
- Toshiyuki Nishida (ja)
- Eiko Shin'ya (ja)
- Keiko Takeshita
- Nae
- Kunie Tanaka
- Kiyoshi Atsumi
- Masato Hagiwara
- Yuri Nakae
- Hiroshi Kanbe
- Senri Oe
- Takashi Sasano
- Shin'ya Ōwada
- Kayako Sono
- Jirō Sakagami
- Kei Suma
- Hisahiro Ogura
- Kazuyo Asari
- Natsumi Ogawa
- Hua Rong Weng

## Distinctions
Le film a été nommé pour seize Japan Academy Prizes et en a reçu neuf : meilleur film, meilleur acteur pour Toshiyuki Nishida (ja) (également pour Tsuribaka nisshi 6), meilleur second rôle masculin pour Kunie Tanaka (également pour Kozure Ōkami: Sono chīsaki te ni et Niji no hashi), meilleur espoir pour Nae et pour Masato Hagiwara (également pour Kyōso tanjō et Tsuki wa dotchi ni dete iru), meilleur réalisateur (également pour Otoko wa tsurai yo: Torajiro no endan), meilleur scénario (également pour Otoko wa tsurai yo: Torajiro no endan) et meilleur son (également pour Otoko wa tsurai yo: Torajiro no endan).